# Megyn Kelly
Pour les articles homonymes, voir Kelly.
Megyn Marie Kelly (née le 18 novembre 1970), anciennement connue sous le nom Megyn Kendall, est une animatrice de télévision et commentatrice politique américaine. Précédemment sur Fox News, où elle est considérée comme moins conservatrice que la majorité des journalistes de la chaîne, elle rejoint NBC News en janvier 2017, dont elle sera licenciée le 26 octobre 2018 à la suite d'une polémique. 
En 2014, elle figurait dans la liste du Time des 100 personnes les plus influentes dans le monde.

## Biographie

### Jeunesse
Megyn est née à Syracuse, New York. Son père faisait partie du personnel de l'Université d'Albany et est mort quand elle avait 15 ans[réf. nécessaire]. 
Après ses études collégiales, elle souhaite devenir journaliste mais sa candidature en études de communication à l'Université de Syracuse est rejetée. Elle est cependant admise en science politique à cette même université et obtient ensuite un doctorat en droit de l'Albany Law School, où elle a été rédactrice en chef adjointe de la revue de droit d'Albany[réf. nécessaire]. 

### Carrière
Devenue avocate spécialisée dans la défense des sociétés (corporation defense attorney), elle travaille pendant neuf ans pour le cabinet d'avocats Jones Day. En 2003, elle décide cependant d'abandonner sa carrière de juriste pour se lancer dans le journalisme, comme elle l'a toujours souhaité. Elle travaille d'abord en tant que reporter généraliste à WJLA-TV, filiale d'ABC, puis entre à Fox News.
Sur cette chaîne, elle participe à The O'Reilly Factor. Elle est la présentatrice vedette de l'émission America's Newsroom de 2007 à 2010. En 2010, elle obtient sa propre émission, America Live. En 2015, elle accède à une notoriété mondiale à la suite d'une interview où elle interroge le candidat Donald Trump sur son sexisme lors des débats des primaires républicaines. Dans les mois qui suivent, Trump va l'insulter à plusieurs reprises expliquant qu'au moment de l'interview elle devait avoir ses règles : « elle avait du sang qui sortait de ses yeux, du sang qui sortait d'elle... de partout ».
Présentatrice vedette de Fox News, elle gagnerait entre 6 et 9 millions de dollars par an.

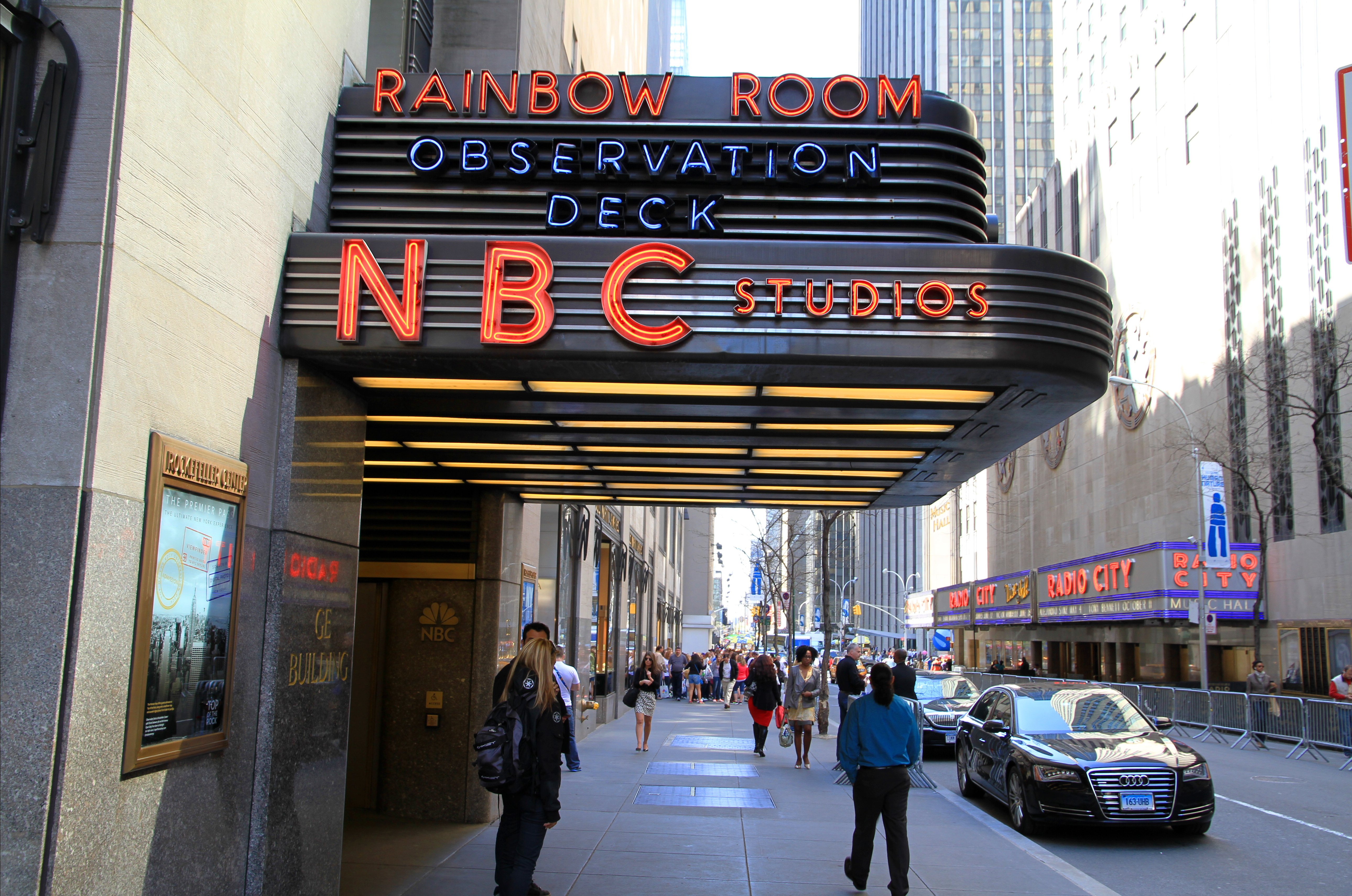
Entrée des studios NBC à New-York

À partir de janvier 2017, elle travaille pour NBC News et présente au Rockfeller Center à New York un talk show le Megyn Kelly Today. 

## Affaires judiciaires

### Victime de harcèlement sexuel
En juin 2016, la journaliste Gretchen Carlson, dont le contrat vient de se terminer, quitte la chaîne mais attaque le mois suivant le président de Fox News, Roger Ailes, pour harcèlement sexuel. Megyn Kelly ajoute sa voix à celle d'autres employées qui témoignent auprès des avocats engagés par Rupert Murdoch pour l'affaire du comportement d'Ailes, qui est poussé à la démission peu après.

## Controverses

### Controverse sur Alex Jones
Alors que, pour sa première interview sur NBC News, elle interviewe Vladimir Poutine et fait un flop, en juin 2017, elle déclenche une controverse en annonçant qu'elle diffusera le 18 juin une interview d'Alex Jones dans son émission Sunday Night with Megyn Kelly sur NBC News. Kelly se justifie en expliquant qu'elle trouve les propos de Jones sur le massacre de Sandy Hook « révoltants », mais que son but est « de faire la lumière – comme les journalistes sont censés le faire – sur cette figure d’influence, et oui, de débattre sur les mensonges considérables qu’il a proclamés avec une impunité presque intégrale ». Invoquant l'effet de vérité illusoire (en anglais illusory truth effect), des psychologues font valoir qu'offrir ce type de tribune à Jones peut avoir pour effet que certains spectateurs pourraient finir par croire que ses mensonges ont une part de vérité.

### Controverse sur leblackface
Le 24 octobre 2018, lors d'une rubrique consacrée aux costumes d'Halloween, elle provoque une polémique en se demandant si le blackface — une tradition jugée raciste qui renvoie historiquement à la ségrégation quand des comédiens blancs se maquillaient en noir pour se moquer des Afro-Américains — était systématiquement problématique. Face au tollé, dont celui de responsables de sa propre chaîne, elle présente ses excuses, mais elle n'assure pas l'animation de son émission le lendemain de la polémique , émission qui semble alors suspendue. Son avenir au sein de NBC apparaît menacé,. Le soir du 26 octobre, NBC annonce son licenciement.

### Controverse sur les vaccins et critique également de Donald Trump
Elle s'est reprochée de s'être vaccinée contre la Covid 19 et d'en avoir ensuite des effets secondaires selon elle ainsi que sur Anthony Fauci,,, reprochant également à  Donald Trump de l'avoir gardé à la tête de son ministère et de ne pas l'avoir sanctionné selon elle en raison de sa gestion controversée durant la crise du Covid 19lors d'un Talk show le 14 septembre 2023,, reprochant également aussi à l'ex-président de lui avoir fait à son égard une élogieuse mention un jour avant la fin de son mandat le 19 janvier 2021.